# 瓦罗涅
瓦罗涅（法語：Varogne，法語發音：[vaʁɔɲ]）是法国上索恩省的一个市镇，属于沃苏勒区。

## 地理
瓦罗涅（47°42'54"N, 6°12'17"E）面积4.41 平方千米，位于法国勃艮第-弗朗什-孔泰大區上索恩省，该省份为法国东部内陆省份，北起顺时针与孚日省、贝尔福地区省、杜省、汝拉省、科多尔省和上马恩省接壤。
与瓦罗涅接壤的市镇（或旧市镇、城区）包括：讷雷昂沃、弗拉日、维洛里。

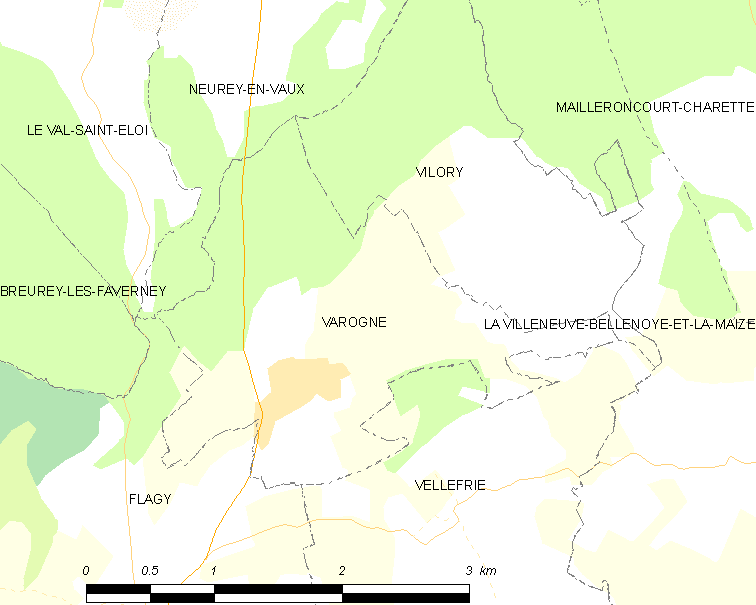
瓦罗涅的OSM定位图

瓦罗涅的时区为UTC+01:00、UTC+02:00（夏令时）。

## 行政
瓦罗涅的邮政编码为70240，INSEE市镇编码为70522。

## 政治
瓦罗涅所属的省级选区为沃苏勒第二县。

## 人口

1962-2008年间瓦罗涅人口变化图示

瓦罗涅于2022年1月1日时的人口数量为156人。